# ارثیه پدری
ارثیه پدری یک مجموعه تلویزیونی محصول سال ۱۳۸۰ به کارگردانی حسین احمدی، نویسندگی و تهیه‌کنندگی محمود صفایی از شبکه یک پخش شد.

## بازیگران
- قدرت‌الله ایزدی در نقش رشید

- محمد نریمانی
- پری کربلایی
- مرضیه برومند

## عوامل
- مدیر تصویر و نور : محمد عابدی
- صدابردار : حمید اسلامی
- دستیار کارگردان و برنامه ریز : ایرج رضایی

- ««سریال ارثیه پدری- بی فاصله»». بایگانی‌شده از اصلی در ۱۱ مارس ۲۰۱۵.